# Littlefield (Arizona)
Littlefield es un lugar designado por el censo ubicado en el condado de Mohave en el estado estadounidense de Arizona. En el Censo de 2010 tenía una población de 308 habitantes y una densidad poblacional de 9,94 personas por km².

## Geografía
Littlefield se encuentra ubicado en las coordenadas 36°51′59″N 113°56′9″O / 36.86639, -113.93583. Según la Oficina del Censo de los Estados Unidos, Littlefield tiene una superficie total de 30.98 km², de la cual 30.98 km² corresponden a tierra firme y (0%) 0 km² es agua. Se encuentra en una de las zonas más remotas del estado, la llamada Franja de Arizona.

## Demografía
Según el censo de 2010, había 308 personas residiendo en Littlefield. La densidad de población era de 9,94 hab./km². De los 308 habitantes, Littlefield estaba compuesto por el 69.16% blancos, el 0% eran afroamericanos, el 3.9% eran amerindios, el 2.6% eran asiáticos, el 0% eran isleños del Pacífico, el 20.78% eran de otras razas y el 3.57% pertenecían a dos o más razas. Del total de la población el 35.71% eran hispanos o latinos de cualquier raza.